# Троицкая церковь (Медяны)
Троицкая церковь — православная церковь в селе Медяны Кировской области России. Объект культурного наследия России, памятник архитектуры. Церковь в настоящее время восстанавливается.
Старинное Вятское село Медяны впервые упоминается в писцовых книгах Доможирова и Толочанова 1629 года и писца Караулова 1654 года. В это время в селе уже стояли две церкви теплая Димитрия Солунского и церковь холодная Пророка Илии.
Деревянные церкви обветшали и на их место построили новую деревянную церковь во имя Святого Димитрия Солунского с приделом в честь Святого Пророка Илии. В первой половине XVIII столетия, вместо этой церкви, была построена новая деревянная же церковь в честь Святого Великомученика Димитрия с приделом в честь Покрова Пресвятой Богородицы.

В 1750 году, по прошению причта и прихожан, указом Духовной Консистории, от 19 июня за № 633, разрешено ветхую деревянную придельную церковь разобрать.     

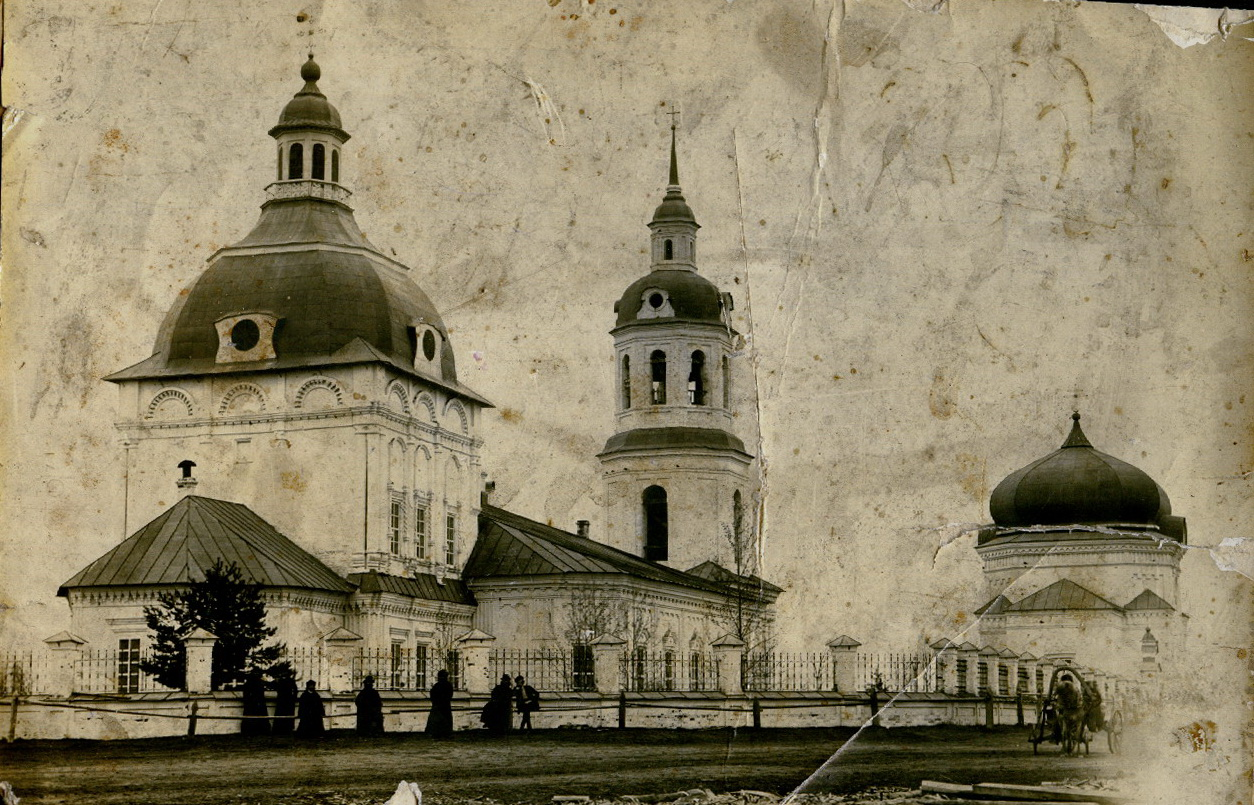

В 1753 году причт с прихожанами обратились к Епархиальному Начальству с просьбою о дозволении построить каменную церковь во имя Святого Димитрия с приделом в честь Покрова Пресвятой Богородицы. Постройка сего храма разрешена указом Духовной Консистории, от 4 августа за № 509. К марту месяцу следующего года были заготовлены материалы. Указом Духовной Консистории, от 11 марта 1754 г. за № 398, позволено приступить к закладке храма. Каменная придельная церковь, по построении, освящена во имя Покрова Пресвятой Богородицы.
В 1818 году построено здание колокольни, а в 1878 году теплый храм перестроен, расширен и в нём вновь освящены два придела в честь Сретенья Господня и великомученика Димитрия Солунского. В 1870 году приход церкви состоял из 105 населённых пунктов (399 дворов, 6587 человек).
В начале XX века в настоятелем храма был известный вятский проповедник протоиерей Николай Зубарев. В это время причетником Троицкой церкви был Владимир Яковлевич Агафонников. Трое его сыновей Александр, Николай и Василий стали священниками и в годы сталинских репрессий расстреляны на бутовском полигоне.  Юбилейным архиерейским собором 2000 года все они были причислены к лику новомучеников. В г. Подольске Московской области во имя священномученика Николая Агафонникова был освящен храм.
В декабре 1939 года храм был закрыт. Купол церкви и верхний ярус колокольни были разрушены. После войны в здании церкви разместили машинно-тракторные мастерские (МТС). Для заезда тракторов в здание алтарь был снесен и на его месте устроены въездные ворота. Здание освободили только в начале 1990-х годов. Более 13 лет церковь пустовала и разрушалась. На крыше бесхозного здания вспыхнул пожар и разрушил кровлю церкви.

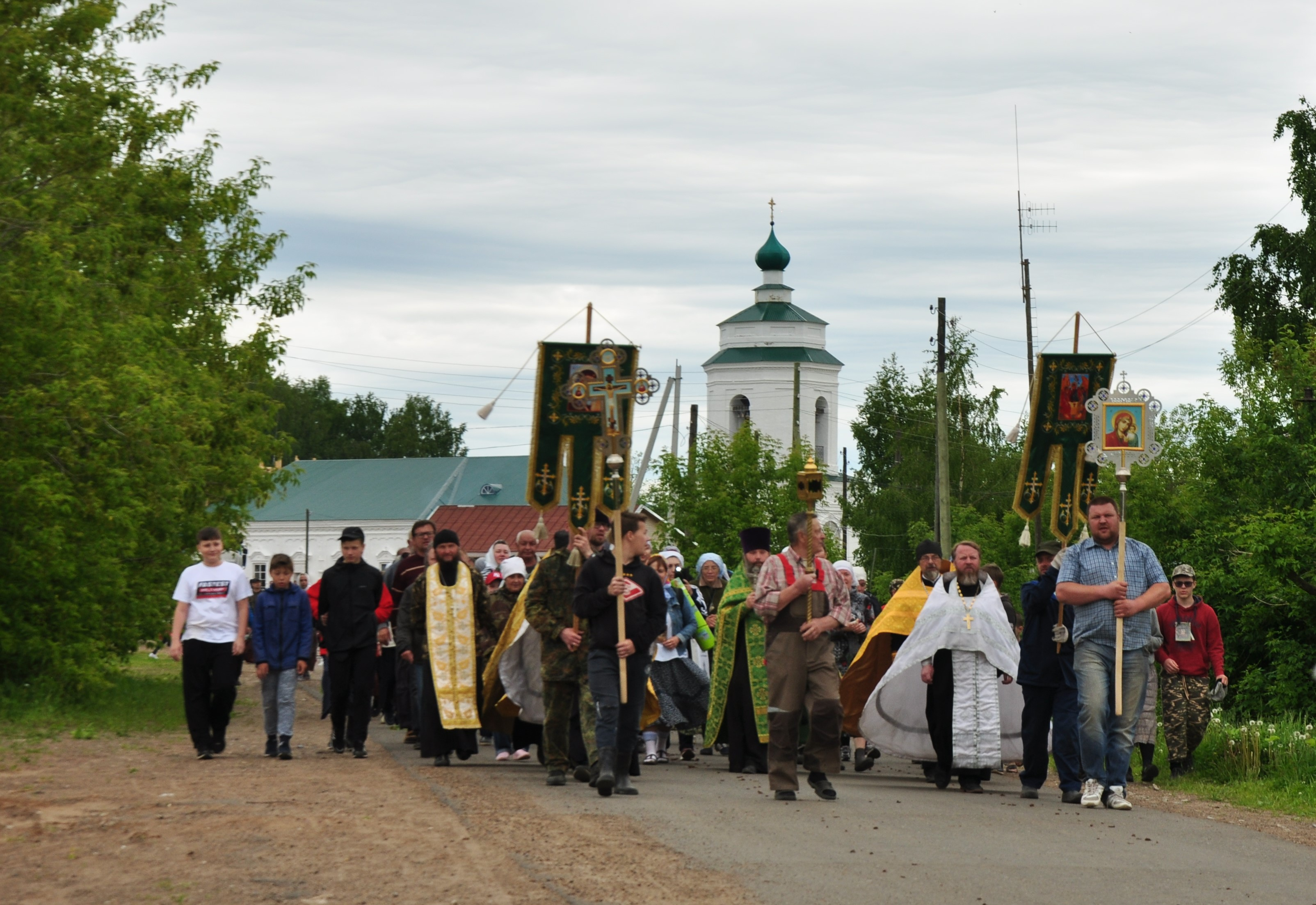

В 1991 году в селе создана приходская община. Более десятка лет, пожилые медянцы строили свою приходскую жизнь без настоятеля и священника. Богослужения в молельном доме села Медяны, расположившемся в старом доме медянского причта, совершались редко. Первая служба проведена в 1991 году. В октябре 2013 года в приход Троицкой церкви села Медяны назначен настоятель — протоиерей Андрей Дудин. Проведена реконструкция молельного дома. Работы по реставрации Троицкой церкви начались в 2015 году. Полностью восстановлены алтарная апсида и разрушенная часть стен главного храма. В 2020 году Троицкая церковь отметит 250-летия основания.
С древнейших времен село Медяны встречает паломников Великорецкого крестного хода.
До 1778 года Крестный ход совершался водным путем до Медянской пристани (ныне пос. Мурыгино) и далее пешим до села Великорецкого. Единственным селом на пути богомольцев было село Медяны. С конца XVIII века жители Медян встречают Великорецкую чудотворную икону Святителя Николая, когда она вместе с паломниками возвращается обратно в Вятку. В наши дни, ежегодно, около 20 тысяч богомольцев останавливаются на отдых и молитву в Троицкой церкви села Медяны. 

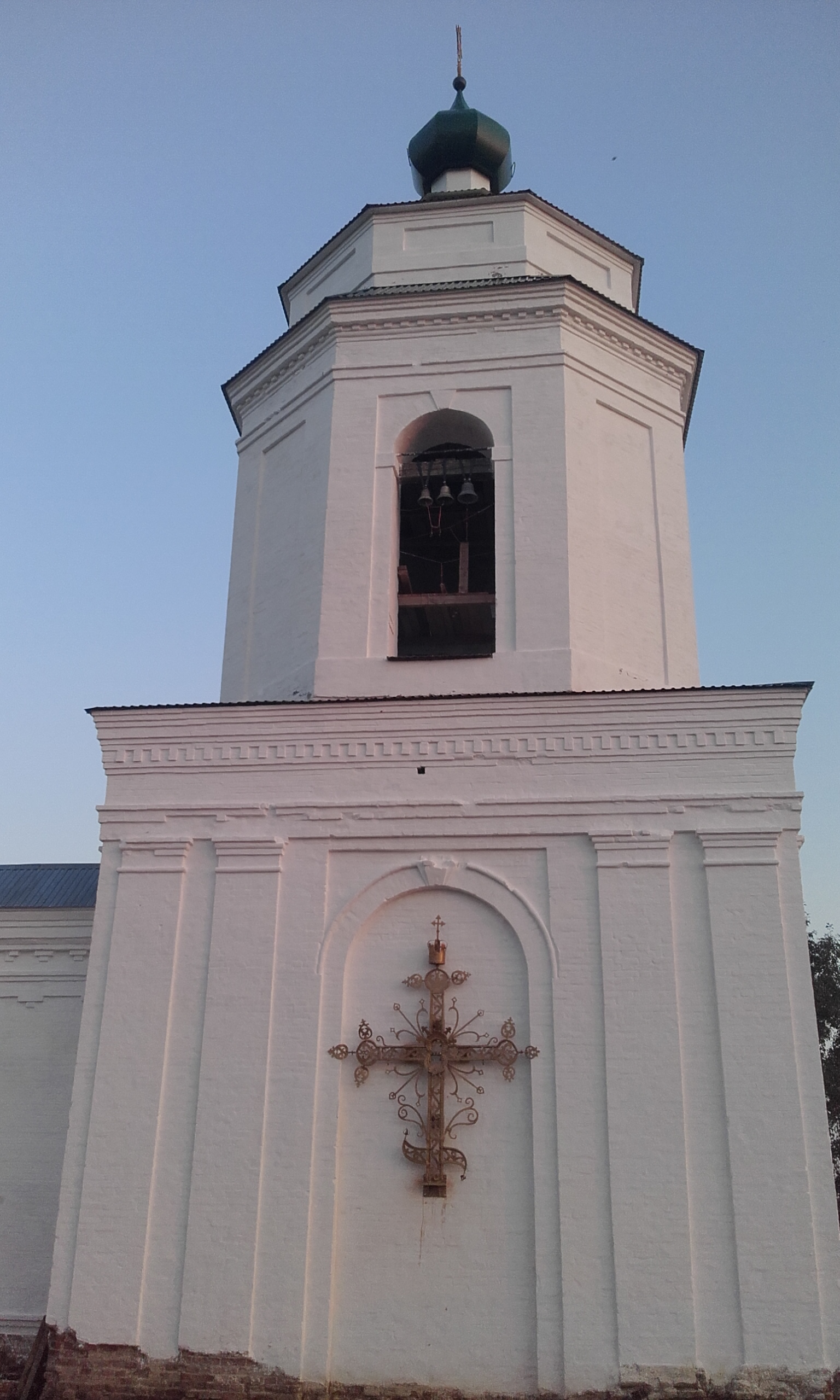

В 2017 году на фасаде колокольни установлена особая святыня. Это кованый крест, который  был изготовлен по благословению Святителя Ионы архиепископа Вятского и Великопермского вятскими мастерами в середине XVII века и установлен на купол Успенского собора Трифонова монастыря. Крест сохранился в годы лихолетий XX века и после тщательной реставрации занял достойное место на фасаде храма.

## Галерея

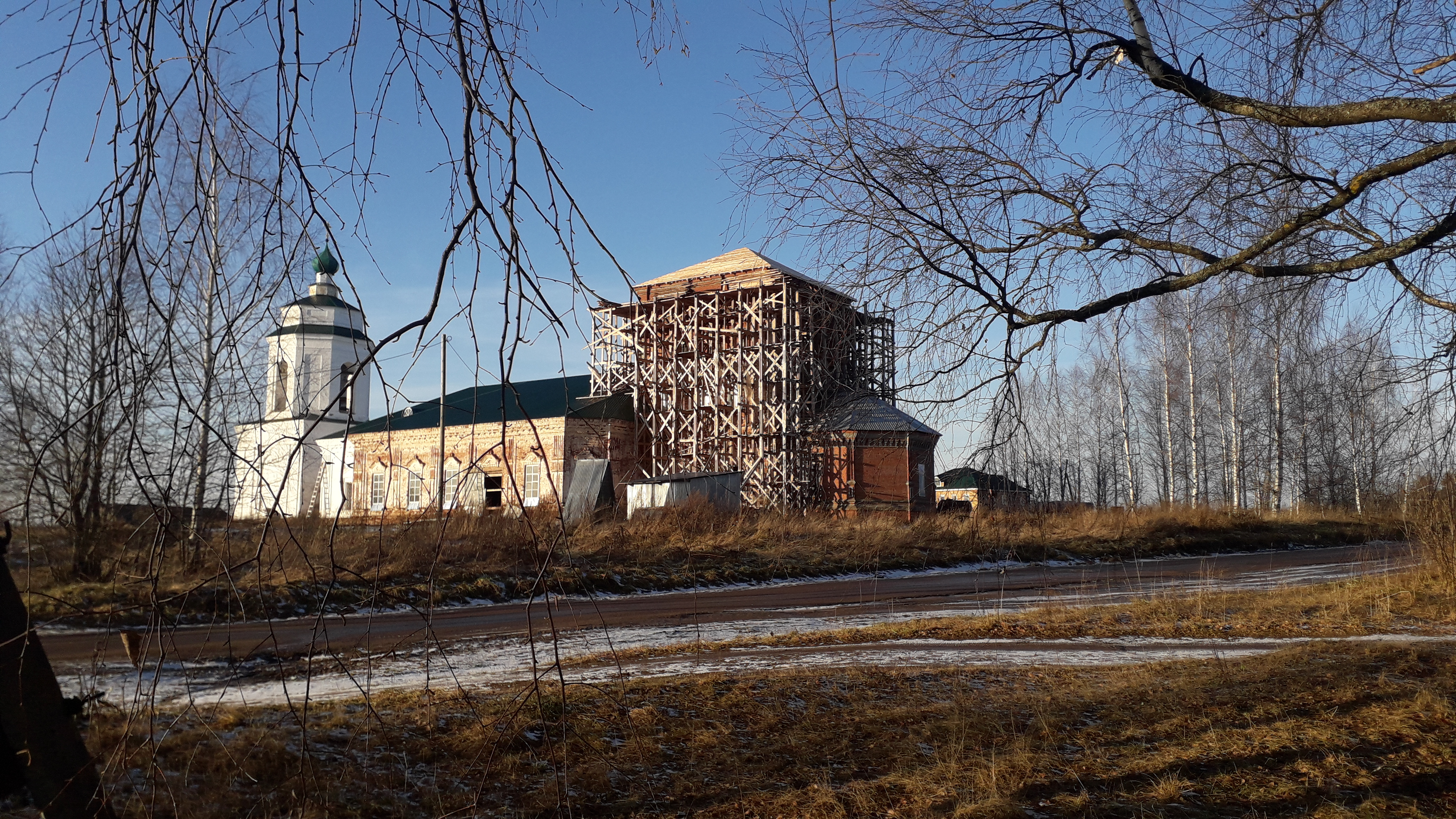
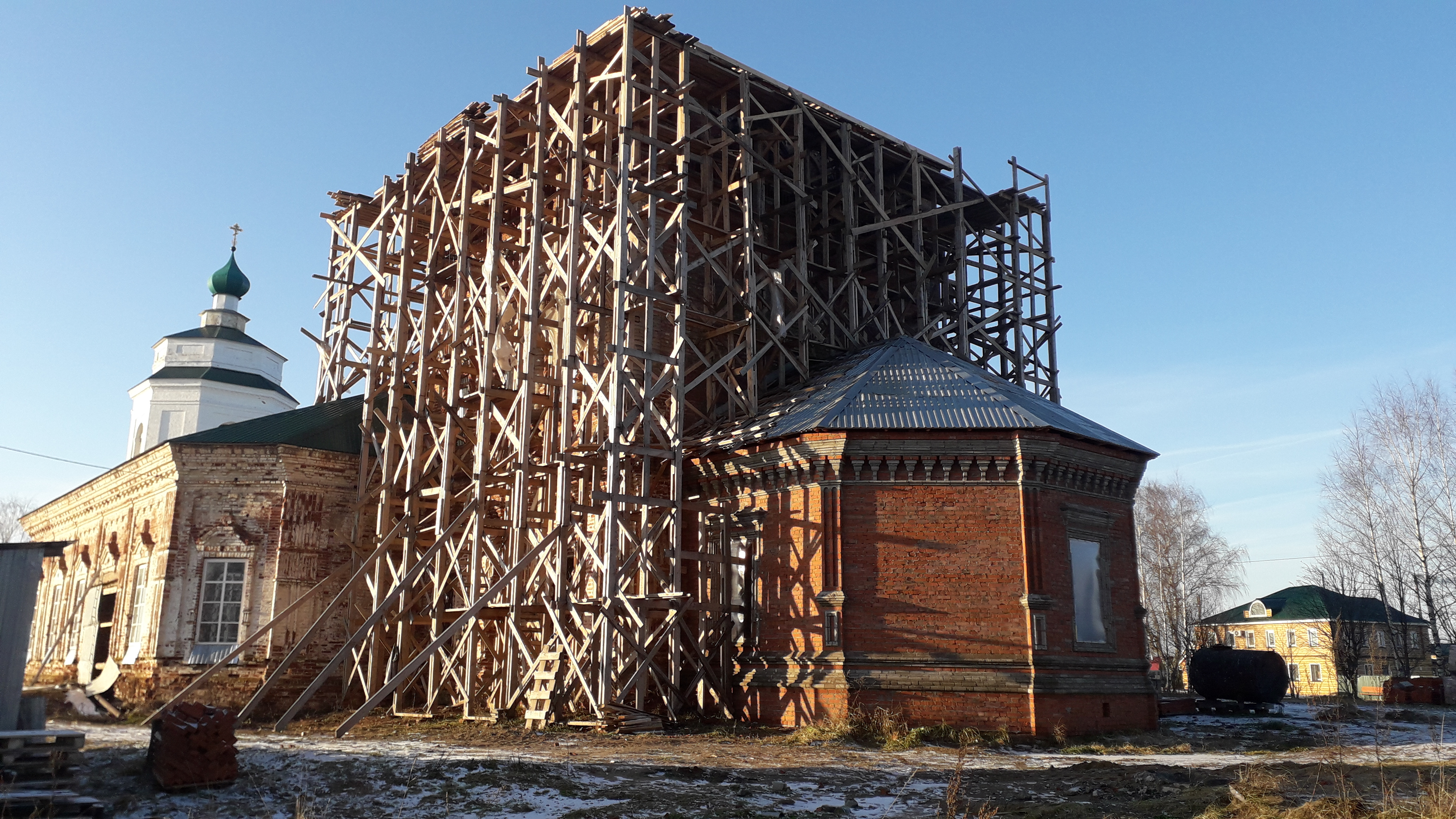
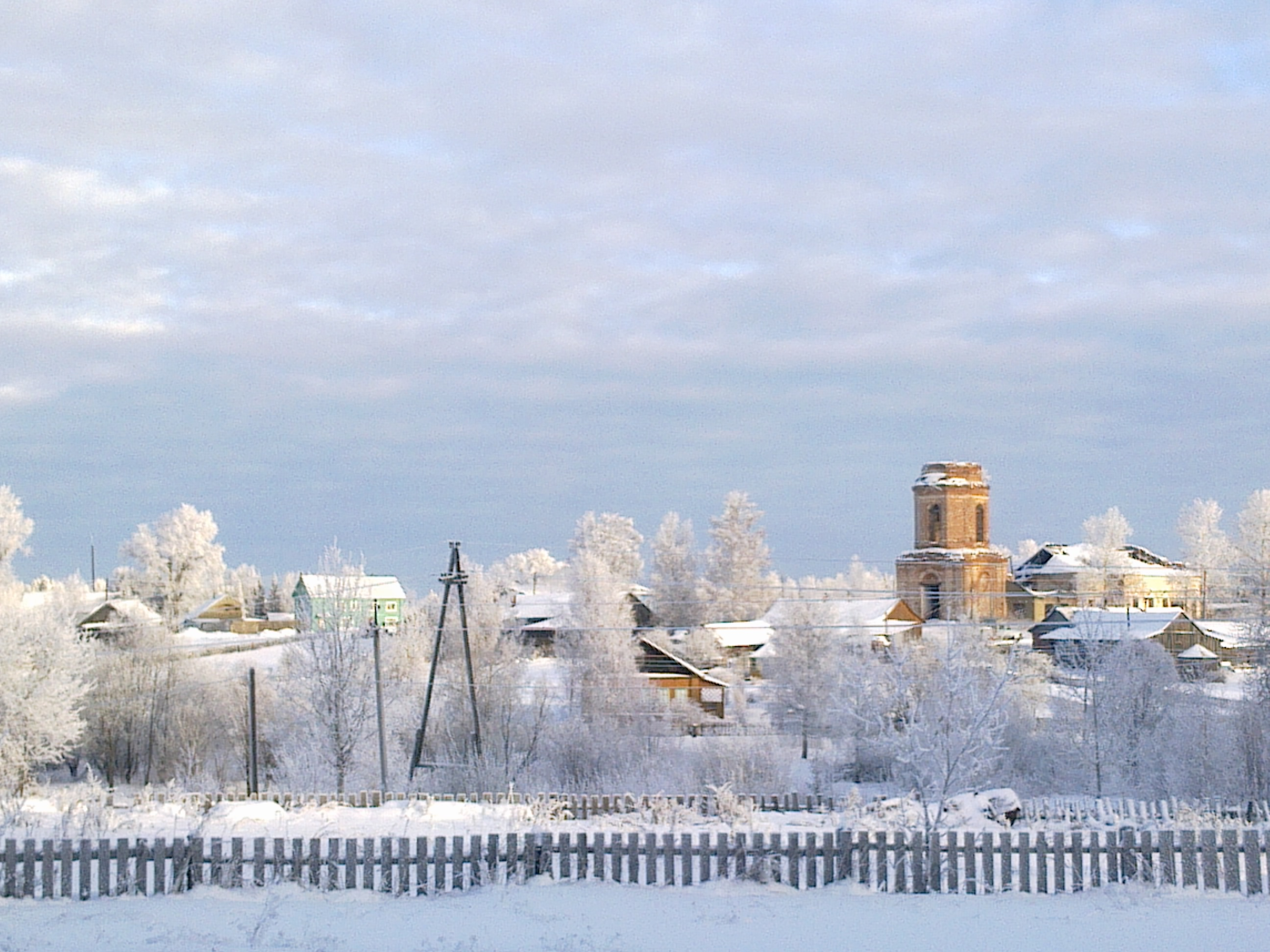
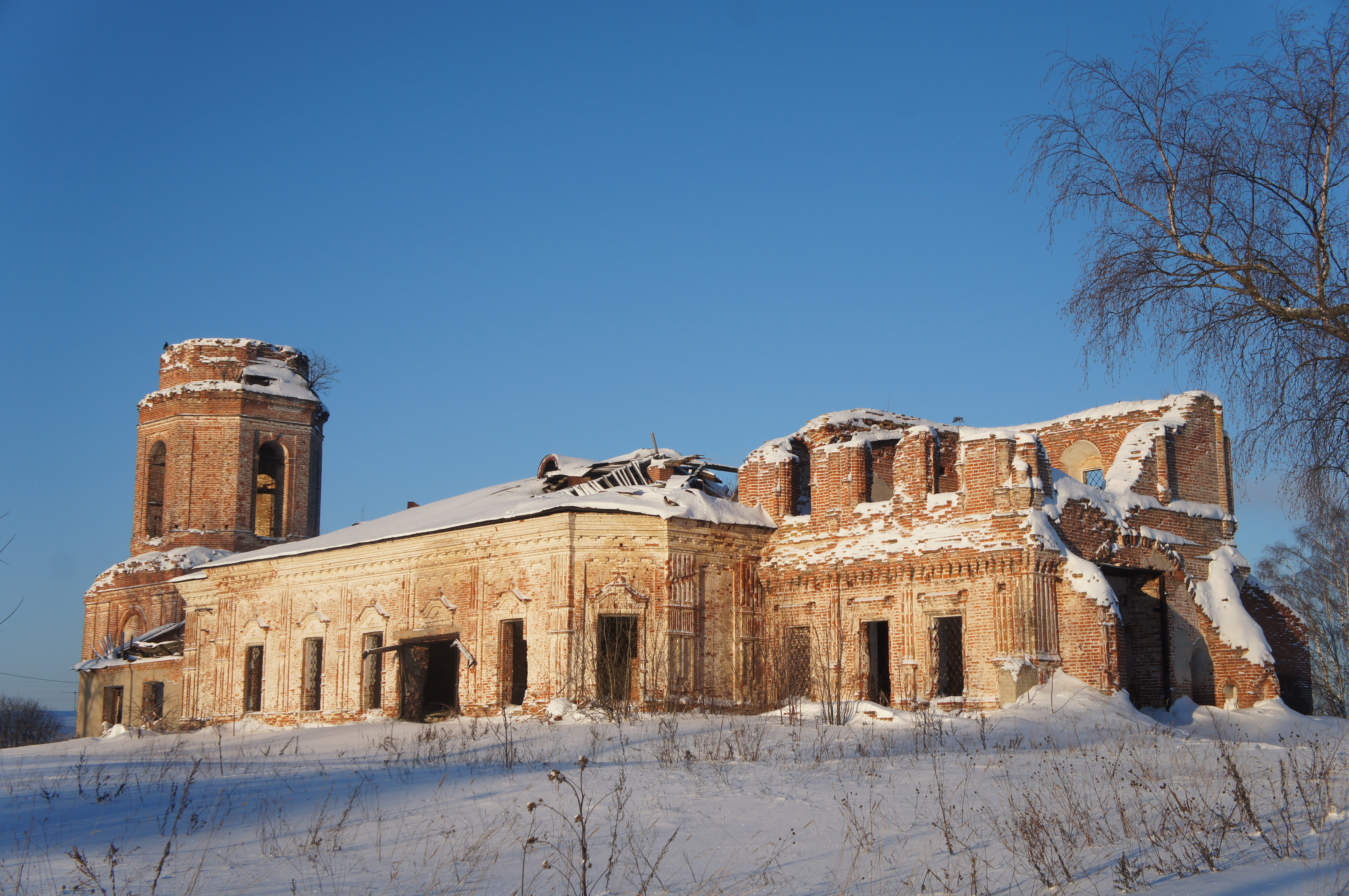
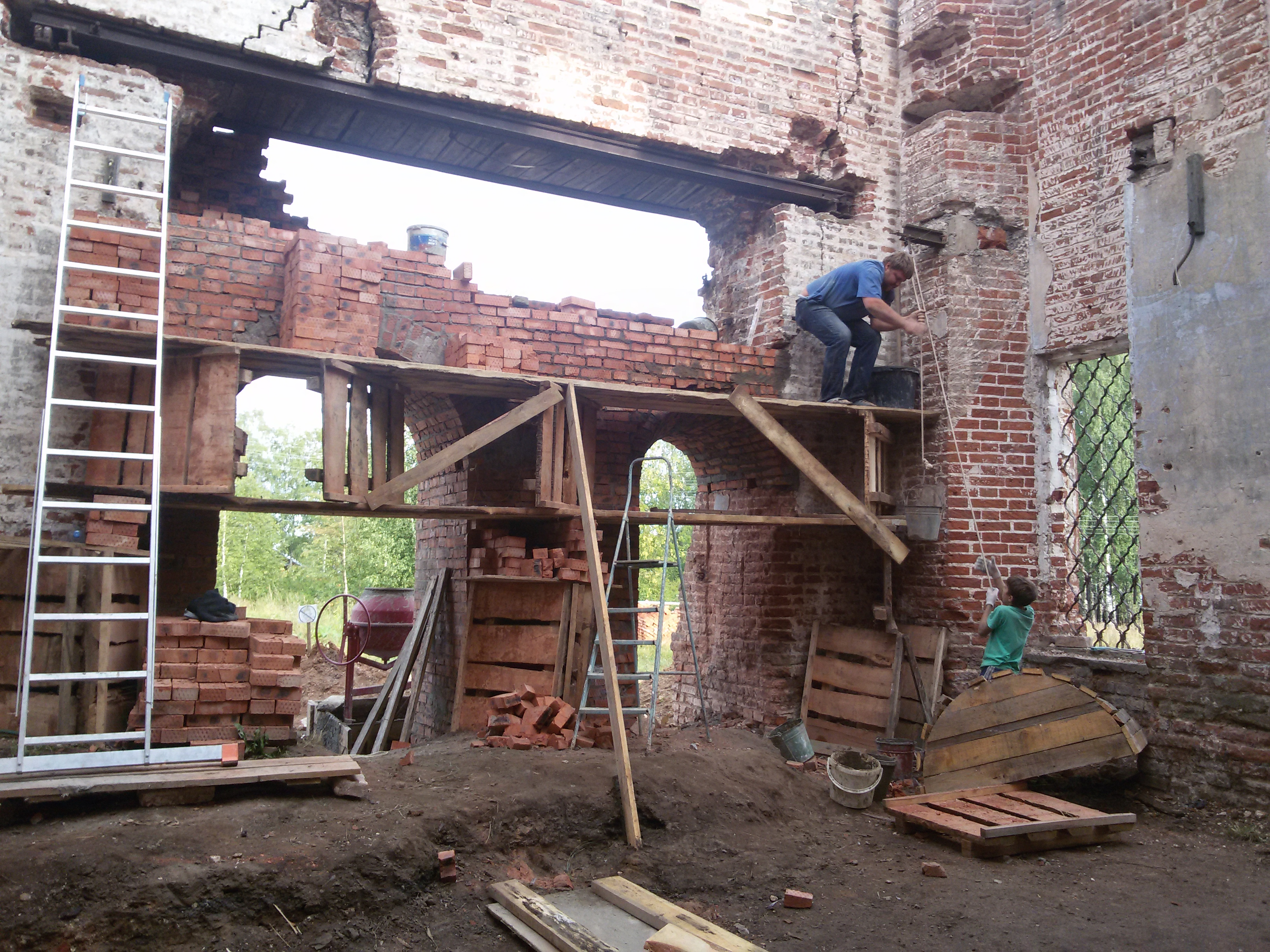
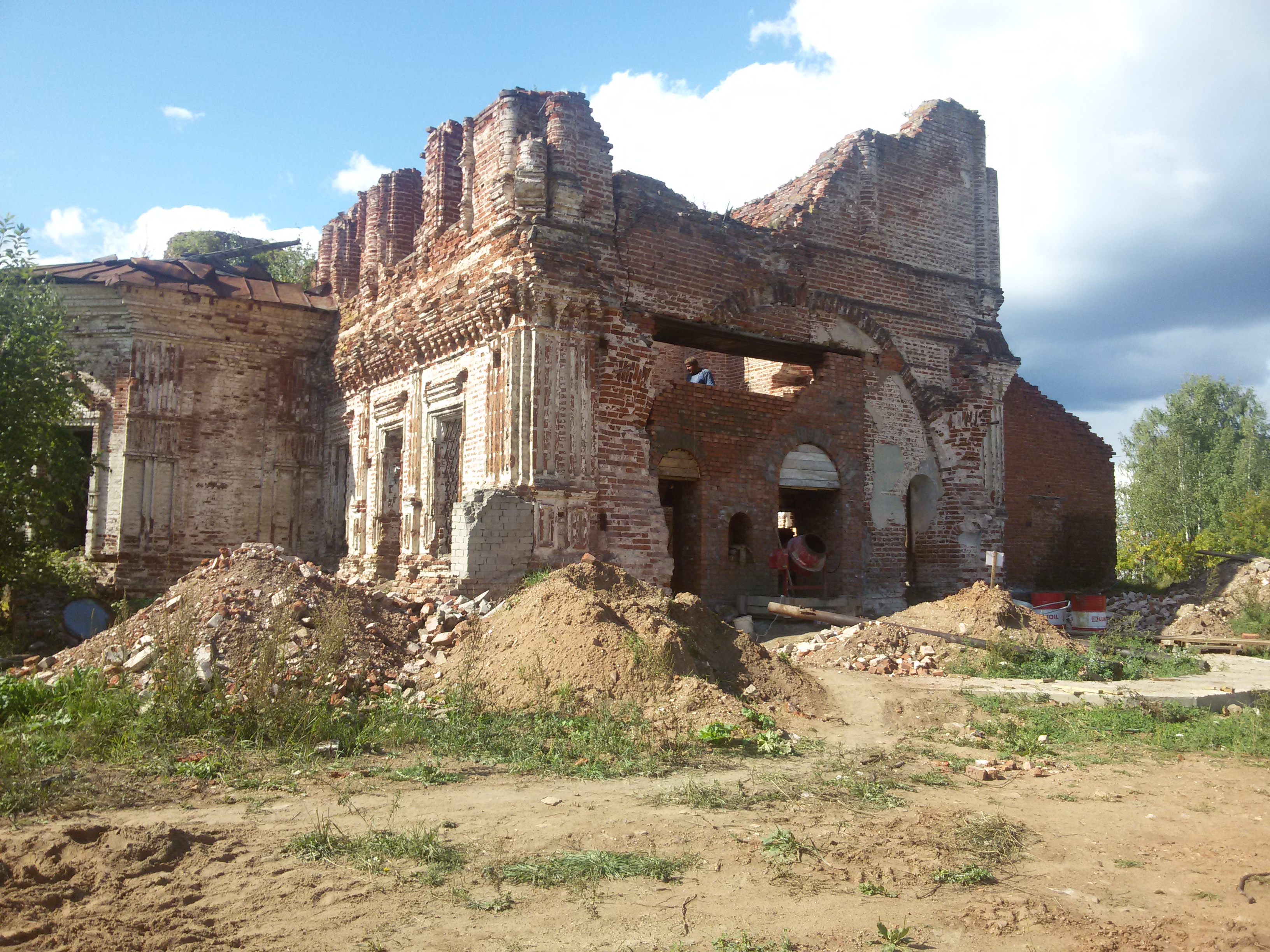
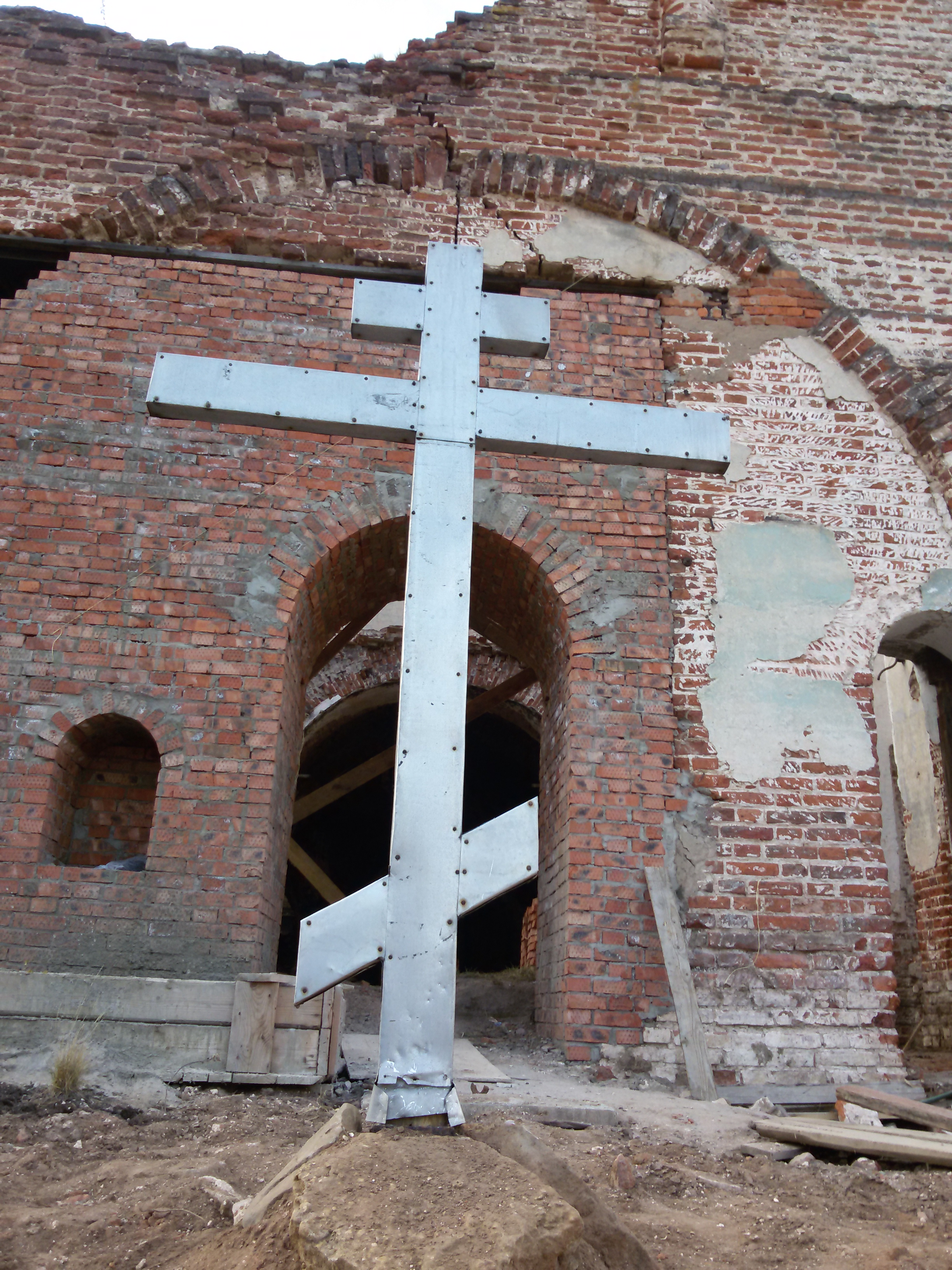
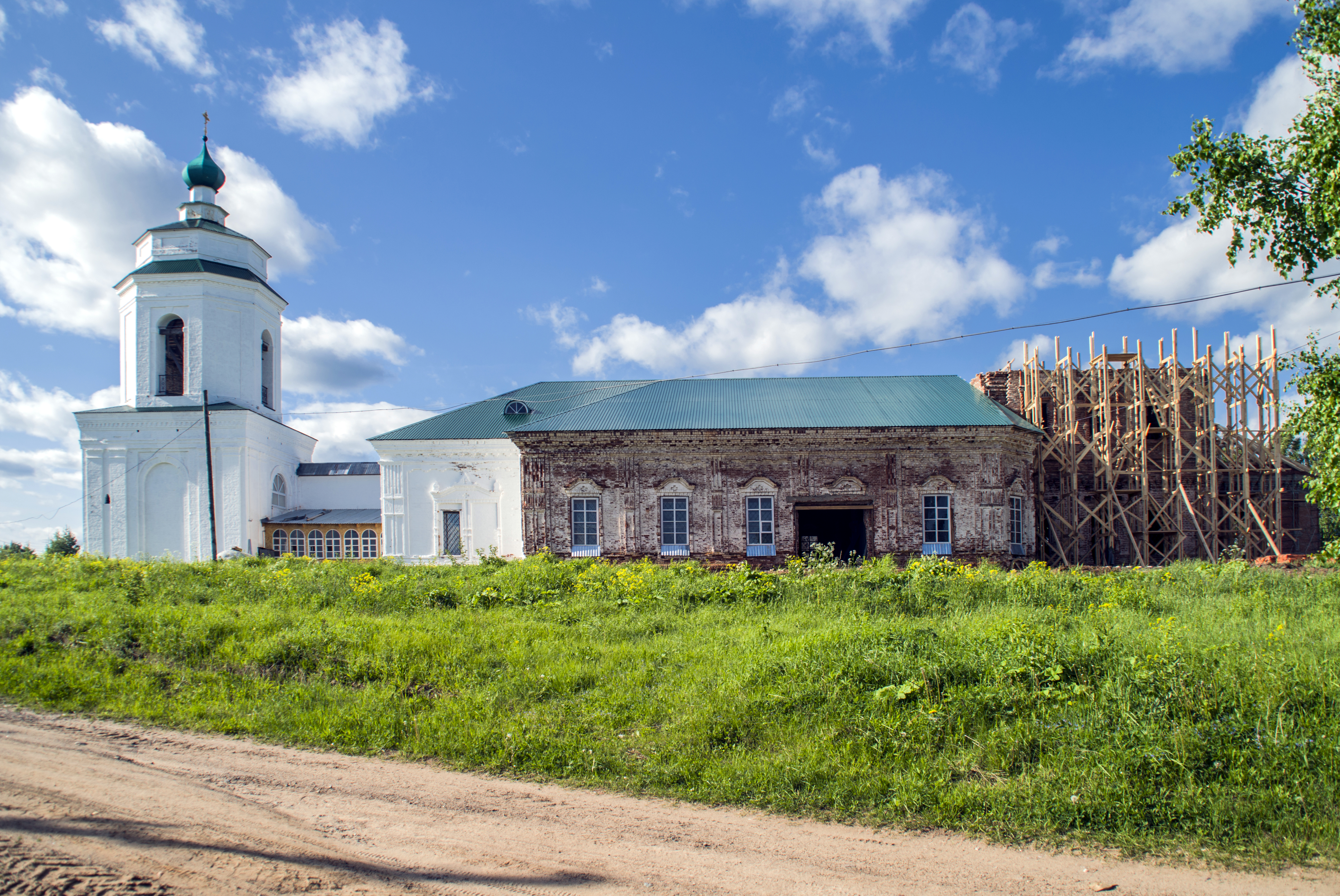
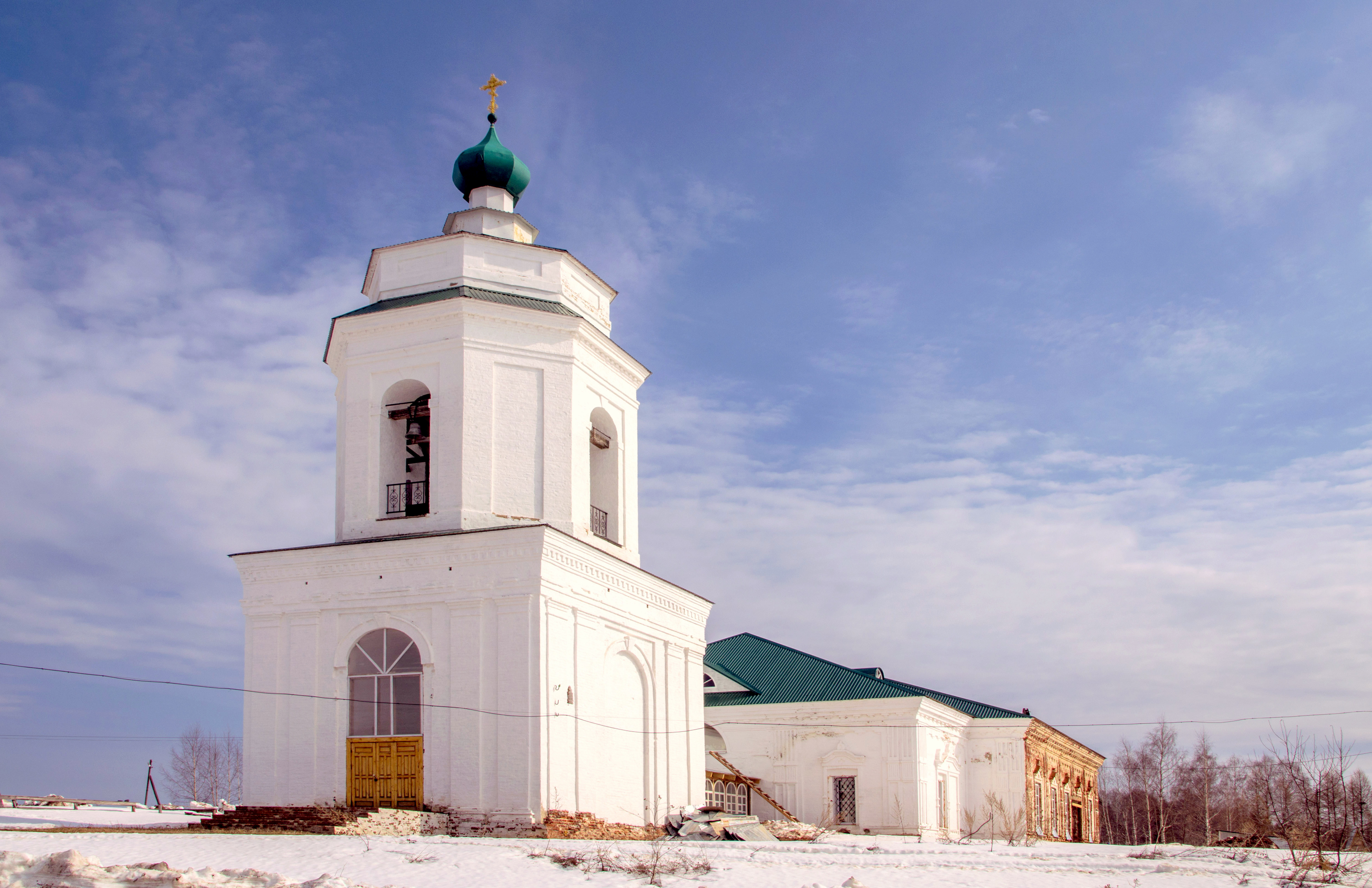
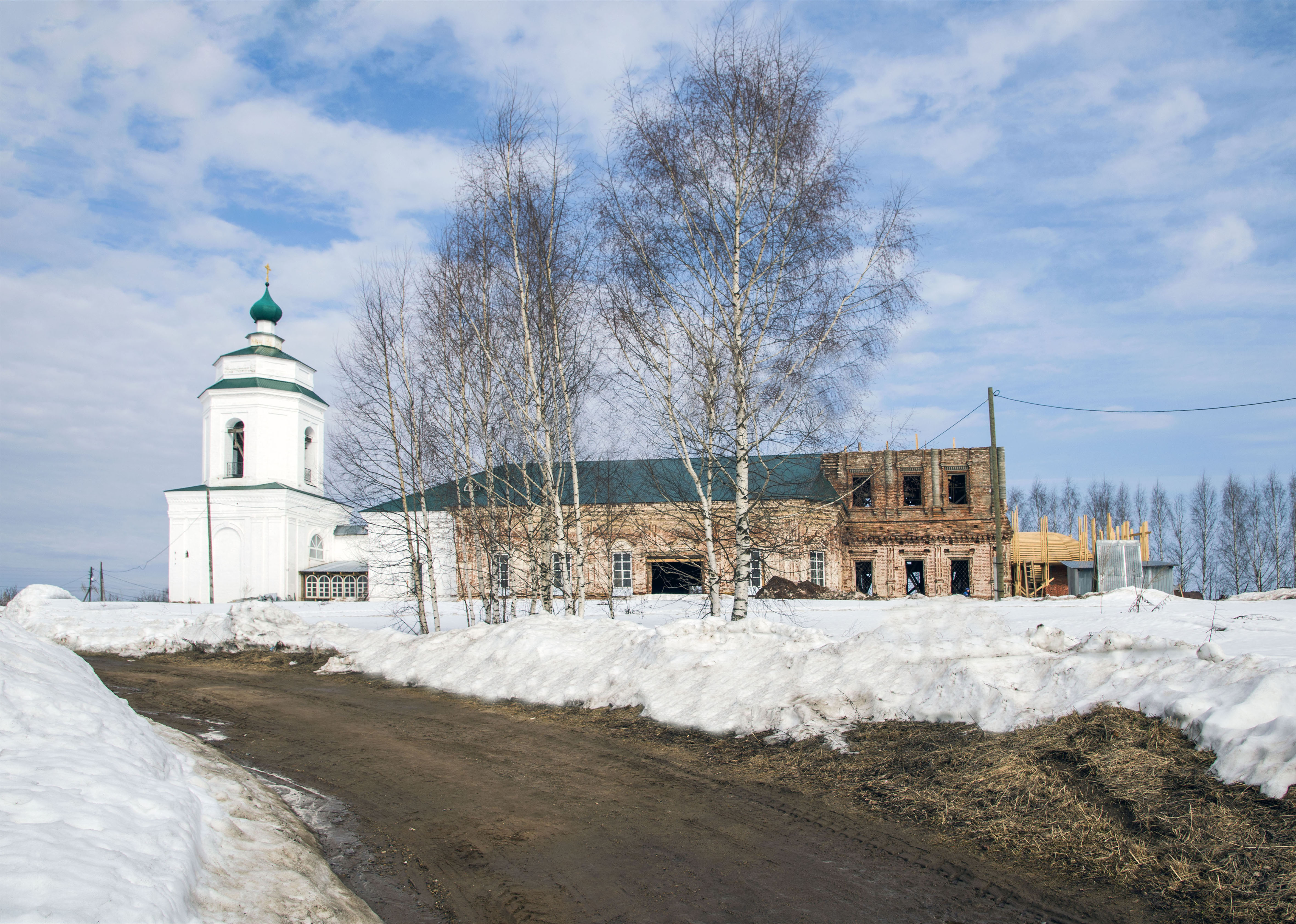
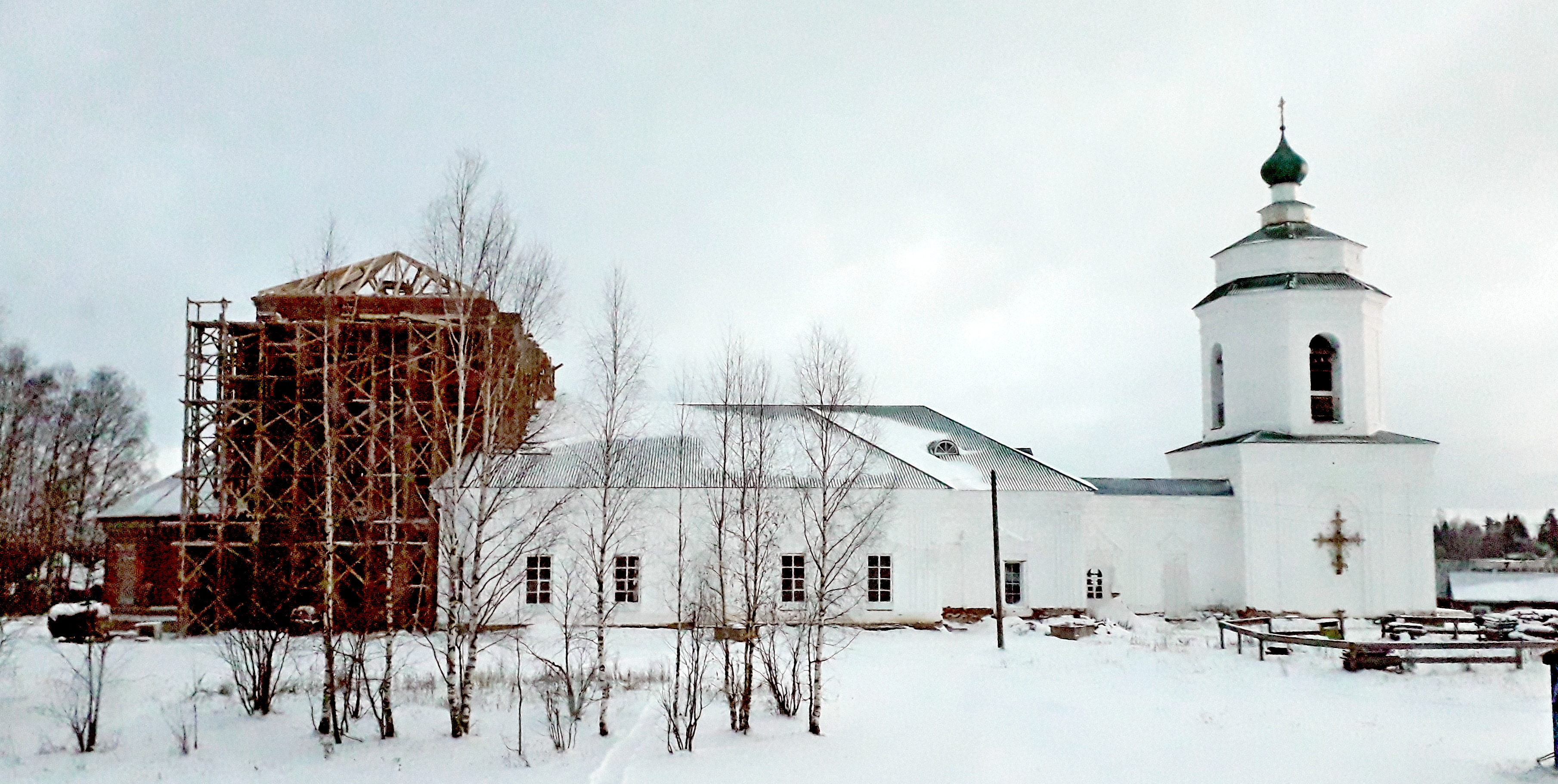